# Raketni čamac
Raketni čamac, također i raketna topovnjača, a u literaturi poznat i kao brzi borbeni čamac (engl. missile boat ili fast attack craft), mali je ratni brod koji kao glavno naoružanje ima protubrodske rakete. Zbog svoje relativno male veličine, ovi brodovi se koriste uglavnom u priobalnom području i na mirnim morima, a popularni su u državama koje ne žele razvijati skupu i veliku mornaricu. Ova vrsta brodova počela se razvijati 1960-ih godina, a razvili su se iz ideje torpednih čamaca iz doba Drugog svjetskog rata koji su modificirani na način da su im se torpedne cijevi zamijenile s raketnim lanserima. Termin raketna topovnjača uvela je i koristila Jugoslavenska ratna mornarica za klasifikaciju brodova iz svoje flote, a preuzele su ga mornarice država nastale raspadom Jugoslavije (tako i Hrvatska ratna mornarica).
Raketni čamci i topovnjače su se pojavili u sastavima ratnih mornarica 1960-tih godina. Sama pojava raketnog oružja kao i mogućnost njegove ugradnje na brod dovela je do toga da i raketni brod može nanijeti raketni udar po protivničkim brodovima, objektima na otvorenom moru i ciljevima na obali. Raketni čamci su brodovi velike brzine i dobrih manevarskih osobina. Deplasman raketnih topovnjača se kreće od 150 do 640 tona, dužina od 36 do 64 metra, brzina i do 50 čv, a daljina plovidbe i do 6100 milja (iako najčešće nisu namijenjeni za duge plovidbe). Osnovno naoružanje su im rakete tipa brod-brod, a na sebi najčešće imaju 2 ili 4 raketna lansera: Uz raketne lansere, najčešće imaju i topničko naoružanje kalibra od 20 pa do 76 mm. Najčešće se upotrebljavaju za obranu pomorskih komunikacija i napade na veće brodove, a borbena djelovanja su im kratka (najčešće traju svega nekoliko minuta) i karakteriziraju ih kratki razarajući raketno topnički udari. Naime, doktrina uporabe raketnih čamaca temelji se na načelu pokretljivosti koje je ispred načela obrane, jer moderni raketni projektili mogu probiti i prodrijeti i u najbolje oklopljeni trup broda, te je težište stavljeno na pokretljivost kako bi brod brže zauzeo bolji položaj od neprijatelja i na tajn način se zaštitio.
U zapadnoj vojnoj literaturi često se i raketne korvete svrstavaju u grupu raketnih čamaca/topovnjača, pa zato i postoje različita razvrstavanja istog broda.   

## Primjeri
- klasa Komar - egipatski brod građen u SSSR-u
- klasa Osa I/II, SSSR
- Raketni čamci klase Matka, SSSR
- klasa Nanuchka 1-4, SSSR
- klasa Huangfeng, Kina
- klasa Pegasus, SAD
- klasa Gepard, Njemačka
- klasa Tiger, Njemačka
- klasa Sassnitz, DDR/Poljska
- klasa Helsinki, Finska
- klasa Kılıç - Turska

Korvete
- klasa Göteborg, Švedska
- klasa Bora, Rusija
- klasa Tarantul 1-3, Rusija
- klasa Sa'ar - Izrael
- klasa Stockholm - Švedska

## Hrvatska ratna mornarica
U floti Hrvatske ratne mornarice nalazi se pet raketnih topovnjača: RTOP-21 Šibenik, izgrađena 1977., zapljenjena 1991. godine od JNA (klase Rade Končar),  dvije raketne topovnjače klase Kralj RTOP-11 Kralj Petar Krešimir IV. (porinuta 1992.) i RTOP-12 Kralj Dmitar Zvonimir (porinuta 2001.) te dvije raketne topovnjače klase Helsinki RTOP-41 Vukovar i RTOP-42 Dubrovnik.

## Vanjske poveznice
- Raketni čamac Hrvatska tehnička enciklopedija, portal hrvatske tehničke baštine. LZMK

- Raketna topovnjača Hrvatska tehnička enciklopedija, portal hrvatske tehničke baštine. LZMK